# Hamler (Ohio)
Pour les articles homonymes, voir Hamler.
Hamler est un village américain situé dans le comté de Henry, dans l'Ohio. Selon le recensement de 2010, sa population est de 576 habitants.